# Университет Найроби
Университет Найроби (англ. University of Nairobi) — крупнейший университет Кении. Образован в 1970 году путём разделения Университета Восточной Африки на Университет Найроби, Университет Макерере и Университет Дар-эс-Салама.

## История
В 1956 году в Найроби был основан Королевский технический колледж, который 25 июня 1961 года был преобразован в Королевский колледж Найроби. 20 мая 1964 года преобразован в Университетский колледж Найроби в составе Университета Восточной Африки. В ходе разделения Университета Восточной Африки в 1970 году выделен как Университет Найроби.
В связи с ростом в 1983 году была произведена реструктуризация университета с организацией в его составе шести колледжей.

## Структура
Университет состоит из шести колледжей, которые делятся на факультеты, которые, в свою очередь, делятся на департаменты.

### Колледж сельского хозяйства и ветеринарных наук
- Факультет сельского хозяйства
- Институт мира и экологических исследований имени Вангари Маатаи
- Факультет ветеринарной медицины

### Колледж биологических и физических наук
- Центр биотехнологии и биоинформатики
- Институт по вопросам изменения климата и адаптации
- Факультет физических наук
- Школа биологических наук
- Школа вычислительной техники и информатики
- Школа математики

### Колледж архитектуры и строительства
- Факультет искусств и дизайна
- Инженерный факультет
- Факультет ядерной науки и технологии
- Факультет антропогенной среды

### Педагогический колледж и экстернат
- Центр открытого и дистанционного обучения
- Кампус кенийской науки
- Школа непрерывного и дистанционного образования
- Школа образования

### Колледж медицинских наук
- Центр по профилактике и исследованию ВИЧ
- Факультет стоматологических наук
- Институт тропических и инфекционных заболеваний
- Медицинский факультет
- Факультет сестринского дела
- Фармацевтический факультет
- Факультет общественного здравоохранения
- Библиотека колледжа медицинских наук

### Колледж гуманитарных и социальных наук
- Центр изучения африканских женщин
- Факультет африканских исследований
- Факультет гуманитарных наук
- Факультет бизнеса
- Центр передовых исследований в области экологических права и политики
- Факультет дипломатии и международных исследований
- Факультет экономики
- Институт исследований в области развития
- Факультет журналистики
- Кампус Кисуму
- Юридический факультет
- Кампус Момбасы
- Институт исследований в области народонаселения

## Канцлеры
- 1970—1978 Джомо Кениата
- 1978—2002 Даниэль Тороитич арап Мои
- 2002—2003 Мваи Кибаки
- 2003—2013 Джозеф Ванджуи
- 2013 — н.в. Виджоо Раттанси[6]

## Известные выпускники
- Вангари Маатаи, лауреат Нобелевской премии мира за 2004 год.
- Аполо Робин Нсибамби, премьер-министр Уганды (1999—2011).
- Джаред Ангира, кенийский поэт.
- Руто Уильям, президент Кении с 2022 года[7].